# Plantilles de la Copa Amèrica de futbol 2007
Seleccions participants en la Copa Amèrica de futbol 2007.

## Grup A

### Veneçuela
Seleccionador:  Richard Páez
| Dorsal | Posició     | Jugador             | Data de naixement/edat | Partits | Gols | Club                     |
| ------ | ----------- | ------------------- | ---------------------- | ------- | ---- | ------------------------ |
| 1      | Porter      | Renny Vega          | 4 de juliol, 1979      |         |      | Carabobo FC              |
| 2      | Defensa     | Luis Vallenilla     | 13 de març, 1974       |         |      | Unión Atlético Maracaibo |
| 3      | Defensa     | Jose Manuel Rey     | 20 de maig, 1975       |         |      | AEK Larnaca              |
| 4      | Defensa     | Oswaldo Vizcarrondo | 31 de maig, 1984       |         |      | Caracas FC               |
| 5      | Migcampista | Miguel Mea Vitali   | 19 de febrer, 1981     |         |      | Unión Atlético Maracaibo |
| 6      | Defensa     | Alejandro Cichero   | 24 d'abril, 1977       |         |      | PFC Litex Lovech         |
| 7      | Davanter    | José Torrealba      | 13 de juny, 1980       |         |      | Mamelodi Sundowns        |
| 8      | Migcampista | Luis Vera           | 9 de març, 1973        |         |      | Caracas FC               |
| 9      | Davanter    | Giancarlo Maldonado | 29 de juny, 1982       |         |      | Club Deportivo O'Higgins |
| 10     | Migcampista | César González      | 1 d'octubre, 1982      |         |      | Caracas FC               |
| 11     | Migcampista | Ricardo David Páez  | 9 de febrer, 1979      |         |      | Mineros                  |
| 12     | Porter      | Javier Toyo         | 12 d'octubre, 1977     |         |      | Caracas FC               |
| 13     | Defensa     | Leonel Vielma       | 30 d'agost, 1978       |         |      | Caracas FC               |
| 14     | Migcampista | Alejandro Guerra    | 9 de juliol, 1985      |         |      | Caracas FC               |
| 15     | Davanter    | Fernando de Ornelas | 29 de juliol, 1976     |         |      | Odd Grenland             |
| 16     | Migcampista | Edder Pérez         | 3 de juliol, 1983      |         |      | Marítimo                 |
| 17     | Defensa     | Jorge Rojas         | 1 d'octubre, 1977      |         |      | América de Cali          |
| 18     | Davanter    | Juan Arango         | 16 de maig, 1980       |         |      | Real Mallorca            |
| 19     | Davanter    | Daniel Arismendi    | 4 de juliol, 1982      |         |      | Unión Atlético Maracaibo |
| 20     | Defensa     | Héctor González     | 4 de novembre, 1977    |         |      | AEK Larnaca              |
| 21     | Defensa     | Andrés Rouga        | 2 de març, 1982        |         |      | Caracas FC               |
| 22     | Migcampista | Pedro Fernández     | 27 de juliol, 1977     |         |      | Unión Atlético Maracaibo |

### Uruguai
Seleccionador:  Óscar Washington Tabárez
| Dorsal | Posició     | Jugador              | Data de naixement/edat | Partits | Gols | Club                |
| ------ | ----------- | -------------------- | ---------------------- | ------- | ---- | ------------------- |
| 1      | Porter      | Fabián Carini        | 26 de desembre, 1979   |         |      | Inter Milan         |
| 2      | Defensa     | Diego Lugano         | 2 de novembre, 1980    |         |      | Fenerbahçe          |
| 3      | Defensa     | Diego Godín          | 2 d'abril, 1986        |         |      | Nacional            |
| 4      | Defensa     | Jorge Fucile         | 19 de desembre, 1984   |         |      | FC Porto            |
| 5      | Migcampista | Pablo García         | 11 de maig, 1977       |         |      | Reial Madrid        |
| 6      | Defensa     | Darío Rodríguez      | 17 de setembre, 1974   |         |      | Schalke 04          |
| 7      | Migcampista | Cristian Rodríguez   | 30 de setembre, 1985   |         |      | Paris Saint-Germain |
| 8      | Migcampista | Walter Gargano       | 27 de juliol, 1984     |         |      | Danubio             |
| 9      | Davanter    | Gonzalo Vargas       | 22 de setembre, 1981   |         |      | AS Monaco           |
| 10     | Davanter    | Álvaro Recoba        | 17 de març, 1976       |         |      | Inter Milan         |
| 11     | Davanter    | Fabián Estoyanoff    | 27 de setembre, 1982   |         |      | Valencia            |
| 12     | Porter      | Juan Castillo        | 17 d'abril, 1978       |         |      | Peñarol             |
| 13     | Davanter    | Sebastián Abreu      | 17 d'octubre, 1976     |         |      | Tigres              |
| 14     | Defensa     | Carlos Diogo         | 18 de juliol, 1983     |         |      | Real Zaragoza       |
| 15     | Migcampista | Diego Pérez          | 18 de maig, 1980       |         |      | AS Monaco           |
| 16     | Migcampista | Maximiliano Pereira  | 8 de juny, 1984        |         |      | Defensor Sporting   |
| 17     | Defensa     | Carlos Adrián Valdez | 2 de maig, 1983        |         |      | Nacional            |
| 18     | Migcampista | Fabián Canobbio      | 8 de març, 1980        |         |      | Celta Vigo          |
| 19     | Defensa     | Andrés Scotti        | 14 de desembre, 1975   |         |      | Rubin Kazan         |
| 20     | Migcampista | Ignacio González     | 14 de maig, 1982       |         |      | Danubio             |
| 21     | Davanter    | Diego Forlán         | 19 de maig, 1979       |         |      | Vila-real           |
| 22     | Davanter    | Vicente Sánchez      | 7 de desembre, 1979    |         |      | Toluca              |

### Perú
Seleccionador:  Julio César Uribe
| Dorsal | Posició     | Jugador                 | Data de naixement/edat | Partits | Gols | Club                      |
| ------ | ----------- | ----------------------- | ---------------------- | ------- | ---- | ------------------------- |
| 1      | Porter      | Leao Butrón             | 6 de març, 1977        |         |      | San Martín                |
| 2      | Defensa     | Miguel Villalta         | 16 de juny, 1981       |         |      | Sporting Cristal          |
| 3      | Defensa     | Santiago Acasiete       | 22 de novembre, 1977   |         |      | UD Almería                |
| 4      | Defensa     | Walter Vílchez          | 20 de febrer, 1983     |         |      | Cruz Azul                 |
| 5      | Defensa     | Alberto Rodriguez       | 31 de març 1984        |         |      | S.C. Braga                |
| 6      | Defensa     | Jhoel Herrera           | 9 de juliol, 1980      |         |      | GKS Belchatow             |
| 7      | Migcampista | Jair Cespedes           |                        |         |      | Sport Boys                |
| 8      | Migcampista | Juan Carlos Bazalar     | 23 de febrer, 1968     |         |      | Cienciano                 |
| 9      | Davanter    | José Paolo Guerrero     | 1 de gener 1984        |         |      | Hamburg                   |
| 10     | Migcampista | Juan Carlos Mariño      | 2 de gener, 1982       |         |      | Cienciano                 |
| 11     | Davanter    | Ysrael Zúñiga           | 27 d'agost, 1976       |         |      | Melgar                    |
| 12     | Porter      | George Forsyth          | 20 de juny, 1982       |         |      | Alianza Lima              |
| 13     | Defensa     | Paolo de la Haza        | 30 de novembre, 1983   |         |      | Cienciano                 |
| 14     | Davanter    | Claudio Pizarro         | 3 d'octubre, 1978      |         |      | Chelsea F.C.              |
| 15     | Migcampista | Edgar Villamarín        | 1 d'abril, 1983        |         |      | Cienciano                 |
| 16     | Davanter    | Andrés d'agosto Mendoza | 26 d'abril, 1978       |         |      | Metalurh Donetsk          |
| 17     | Davanter    | Jefferson Farfán        | 20 d'octubre, 1984     |         |      | PSV Eindhoven             |
| 18     | Migcampista | Pedro García            | 14 de març, 1974       |         |      | San Martín                |
| 19     | Migcampista | Damián Ísmodes          | 10 de març, 1989       |         |      | Sporting Cristal          |
| 20     | Davanter    | Roberto Jimenez         | 26 d'abril, 1983       |         |      | San Lorenzo de Almagro    |
| 21     | Porter      | Juan Flores             |                        |         |      | Cienciano                 |
| 22     | Defensa     | John Galliquio          | 1 de desembre, 1979    |         |      | Universitario de Deportes |

### Bolívia
Seleccionador:  Erwin Sánchez
| Dorsal | Posició     | Jugador            | Data de naixement/edat | Partits | Gols | Club                   |
| ------ | ----------- | ------------------ | ---------------------- | ------- | ---- | ---------------------- |
| 1      | Porter      | Hugo Suárez        | 4 de juliol 1983       |         |      | Club Jorge Wilstermann |
| 2      | Defensa     | Juan Manuel Peña   | 17 de gener 1973       |         |      | Vila-real              |
| 3      | Defensa     | Limbert Méndez     | 12 d'abril 1982        |         |      | Jorge Wilstermann      |
| 4      | Defensa     | Lorgio Álvarez     | 11 de setembre 1978    |         |      | Cerro Porteño          |
| 5      | Migcampista | Leonel Reyes       | 19 de novembre 1976    |         |      | Bolívar                |
| 6      | Migcampista | Ronald García      | 9 de gener 1979        |         |      | Aris FC                |
| 7      | Davanter    | Nelson Sossa       | 15 de maig 1986        |         |      | Jorge Wilstermann      |
| 8      | Migcampista | Gualberto Mojica   | 2 de setembre 1982     |         |      | Paços de Ferreira      |
| 9      | Davanter    | Jaime Moreno       | 19 d'octubre 1974      |         |      | D.C. United            |
| 10     | Migcampista | Joselito Vaca      | 4 d'abril 1979         |         |      | Blooming               |
| 11     | Davanter    | Diego Cabrera      | 17 de juny 1984        |         |      | Aurora                 |
| 12     | Porter      | Sergio Galarza     | 13 d'abril 1983        |         |      | Oriente Petrolero      |
| 13     | Defensa     | Edemir Rodríguez   | 21 de juny 1981        |         |      | Universitario          |
| 14     | Defensa     | Miguel Hoyos       | 26 de maig 1978        |         |      | The Strongest          |
| 15     | Defensa     | Jorge Ortíz        | 1 de juny, 1984        |         |      |                        |
| 16     | Defensa     | Ronald Raldes      | 20 d'abril, 1981       |         |      | Rosario Central        |
| 17     | Davanter    | Juan Carlos Arce   | 10 d'abril 1985        |         |      | Corinthians            |
| 18     | Migcampista | Gonzalo Galindo    | 8 de febrer 1976       |         |      | The Strongest          |
| 19     | Davanter    | d'agosto Andaveris | 11 de març 1979        |         |      | La Paz F.C.            |
| 20     | Migcampista | Sacha Lima         | 22 de maig 1987        |         |      | Jorge Wilstermann      |
| 21     | Migcampista | Jhasmani Campos    | 3 de gener 1980        |         |      | Oriente Petrolero      |
| 22     | Migcampista | Darwin Peña        | 8 d'agost, 1977        |         |      | Bamin Real Potosí      |

## Grup B

### Brasil
Seleccionador:  Dunga
| Dorsal | Posició     | Jugador        | Data de naixement/edat   | Partits | Gols | Club             |
| ------ | ----------- | -------------- | ------------------------ | ------- | ---- | ---------------- |
| 1      | Porter      | Helton         | 18 de maig 1978 (29)     | 4       | 0    | FC Porto         |
| 2      | Defensa     | Maicon         | 26 de juliol 1981 (25)   | 17      | 0    | Inter Milan      |
| 3      | Defensa     | Alex           | 17 de juny 1982 (25)     | 5       | 0    | Chelsea          |
| 4      | Defensa     | Juan           | 1 de febrer 1979 (28)    | 53      | 3    | Bayer Leverkusen |
| 5      | Migcampista | Mineiro        | 2 d'agost 1975 (31)      | 8       | 0    | Hertha Berlin    |
| 6      | Defensa     | Gilberto       | 25 d'abril 1976 (31)     | 17      | 1    | Hertha Berlin    |
| 7      | Migcampista | Elano          | 14 de juny 1981 (26)     | 12      | 2    | Xakhtar Donetsk  |
| 8      | Migcampista | Gilberto Silva | 7 d'octubre 1976 (30)    | 54      | 3    | Arsenal          |
| 9      | Davanter    | Vágner Love    | 11 de juny 1984 (23)     | 8       | 2    | CSKA Moscow      |
| 10     | Migcampista | Diego          | 28 de febrer 1985 (22)   | 13      | 1    | Werder Bremen    |
| 11     | Davanter    | Robinho        | 25 de gener 1984 (23)    | 34      | 7    | Reial Madrid     |
| 12     | Porter      | Doni           | 22 d'octubre 1979 (27)   | 1       | 0    | Roma             |
| 13     | Defensa     | Daniel Alves   | 6 de maig 1983 (24)      | 6       | 0    | Sevilla FC       |
| 14     | Defensa     | Alex Silva     | 10 de març 1985 (22)     | 0       | 0    | São Paulo        |
| 15     | Defensa     | Naldo          | 10 de setembre 1982 (24) | 2       | 0    | Werder Bremen    |
| 16     | Defensa     | Kléber         | 1 d'abril 1980 (27)      | 8       | 0    | Santos           |
| 17     | Migcampista | Josué          | 19 de juliol 1979 (27)   | 2       | 0    | São Paulo        |
| 18     | Migcampista | Fernando       | 3 de maig 1981 (26)      | 1       | 0    | Bordeaux         |
| 19     | Migcampista | Júlio Baptista | 1 d'octubre 1981 (25)    | 20      | 3    | Reial Madrid     |
| 20     | Migcampista | Anderson       | 13 d'abril 1988 (19)     | 0       | 0    | FC Porto         |
| 21     | Davanter    | Afonso Alves   | 20 de gener 1981 (26)    | 2       | 0    | SC Heerenveen    |
| 22     | Davanter    | Fred           | 3 d'octubre 1983 (23)    | 10      | 4    | Lyon             |

### Xile
Seleccionador:   Nelson Acosta
| Dorsal | Posició     | Jugador            | Data de naixement/edat | Partits | Gols | Club                                     |
| ------ | ----------- | ------------------ | ---------------------- | ------- | ---- | ---------------------------------------- |
| 1      | Porter      | Claudio Bravo      | 13 d'abril de 1983     | 12      |      | Reial Societat                           |
| 2      | Migcampista | Alvaro Ormeño      | 4 d'abril de 1979      | 2       |      | Gimnasia y Esgrima La Plata              |
| 3      | Defensa     | Sebastián Roco     | 26 de juny de 1983     | 6       |      | Santiago Wanderers                       |
| 4      | Defensa     | Ismael Fuentes     | 4 d'agost de 1981      | 8       |      | Jaguares de Chiapas                      |
| 5      | Defensa     | Miguel Riffo       | 21 de juny de 1981     | 1       |      | Colo Colo                                |
| 6      | Migcampista | José Luis Cabión   | 14 de novembre de 1983 | 5       |      | Heart of Midlothian (pendent de traspàs) |
| 7      | Migcampista | Rodrigo Tello      | 14 d'octubre de 1979   | 26      |      | Besiktas JK                              |
| 8      | Davanter    | Humberto Suazo     | 10 de maig de 1981     | 12      |      | CF Monterrey                             |
| 9      | Davanter    | Reinaldo Navia     | 10 de maig de 1978     | 39      |      | Atlas                                    |
| 10     | Migcampista | Jorge Valdivia     | 19 d'octubre de 1983   | 21      |      | Palmeiras                                |
| 11     | Migcampista | Mark González      | 10 de maig de 1984     | 16      |      | Real Betis                               |
| 12     | Porter      | Nicolás Peric      | 19 d'octubre de 1978   | 4       |      | Audax Italiano                           |
| 13     | Defensa     | Jorge Vargas       | 8 de febrer de 1976    | 36      |      | Red Bull Salzburg                        |
| 14     | Migcampista | Matías Fernández   | 15 de maig de 1986     | 9       |      | Vila-real                                |
| 15     | Defensa     | Pablo Contreras    | 11 de setembre de 1978 | 37      |      | Celta Vigo                               |
| 16     | Migcampista | Manuel Iturra      | 23 de juny de 1984     | 15      |      | Universidad de Chile                     |
| 17     | Migcampista | Arturo Sanhueza    | 11 de març de 1979     | 12      |      | Colo Colo                                |
| 18     | Migcampista | Rodrigo Meléndez   | 3 d'octubre de 1977    | 24      |      | Colo Colo                                |
| 19     | Defensa     | Gonzalo Jara       | 29 de maig de 1985     | 7       |      | Colo Colo                                |
| 20     | Migcampista | Gonzalo Fierro     | 21 de març de 1983     | 3       |      | Colo Colo                                |
| 21     | Migcampista | Carlos Villanueva  | 5 de febrer de 1986    | 4       |      | Audax Italiano                           |
| 22     | Davanter    | Juan Gonzalo Lorca | 15 de gener de 1985    | 5       |      | Colo Colo                                |

### Mèxic
Seleccionador:  Hugo Sánchez
| Dorsal | Posició     | Jugador                    | Data de naixement/edat    | Partits | Gols | Club                |
| ------ | ----------- | -------------------------- | ------------------------- | ------- | ---- | ------------------- |
| 1      | Porter      | Oswaldo Sánchez            | de setembre 21, 1973 (33) | 81      | 0    | Santos Laguna       |
| 2      | Defensa     | Jonny Magallón             | de novembre 21, 1981 (25) | 10      | 0    | Guadalajara         |
| 3      | Defensa     | Fausto Pinto               | d'agost 8, 1983 (23)      | 0       | 0    | Pachuca             |
| 4      | Defensa     | Rafael Márquez             | de febrer 13, 1979 (28)   | 76      | 9    | FC Barcelona        |
| 5      | Defensa     | Israel Castro              | de desembre 20, 1980 (27) | ?       | 0    | Pumas               |
| 6      | Migcampista | Gerardo Torrado            | d'abril 30, 1979 (28)     | 71      | 3    | Cruz Azul           |
| 7      | Davanter    | Alberto Medina             | de maig 29, 1983 (24)     | 34      | 2    | Guadalajara         |
| 8      | Migcampista | Jaime Correa               | d'agost 6, 1979 (27)      | 0       | 0    | Pachuca             |
| 9      | Davanter    | Luis Ángel Landín*         | de juliol 23, 1985 (21)   | 1       | 0    | CA Monarcas Morelia |
| 10     | Davanter    | Cuauhtémoc Blanco          | de gener 17, 1973 (34)    | 92      | 32   | Chicago Fire        |
| 11     | Migcampista | Ramón Morales              | d'octubre 10, 1975 (31)   | 51      | 5    | Guadalajara         |
| 12     | Davanter    | Juan Carlos Cacho          | de maig 3, 1982 (26)      | 0       | 0    | Pachuca             |
| 13     | Porter      | Guillermo Ochoa            | de juliol 13, 1985 (21)   | 6       | 0    | América             |
| 14     | Defensa     | Gonzalo Pineda             | d'agost 8, 1983 (23)      | 37      | 1    | Guadalajara         |
| 15     | Defensa     | José Antonio Castro        | d'agost 11, 1980 (26)     | 19      | 0    | América             |
| 16     | Migcampista | Jaime Lozano               | de setembre 29, 1979 (27) | 29      | 12   | UANL                |
| 17     | Davanter    | Adolfo Bautista            | de maig 15, 1979 (28)     | 26      | 8    | Chiapas             |
| 18     | Migcampista | Andrés Guardado            | de setembre 28, 1986 (20) | 19      | 1    | Atlas               |
| 19     | Davanter    | Omar Bravo                 | de març 4, 1980 (27)      | 41      | 10   | Guadalajara         |
| 20     | Migcampista | Fernando Arce              | d'abril 24, 1980 (27)     | 19      | 1    | Morelia             |
| 21     | Davanter    | Nery Castillo              | de juny 13, 1984 (22)     | 4       | 2    | Olympiacos          |
| 22     | Defensa     | Francisco Javier Rodríguez | d'octubre 20, 1981 (25)   | 38      | 1    | Guadalajara         |

- * Reemplaçat Jared Borgetti el 26 de juny, 2007 per lesió.

### Equador
Seleccionador:  Luis Fernando Suárez
| Dorsal | Posició     | Jugador           | Data de naixement/edat    | Partits | Gols | Club                  |
| ------ | ----------- | ----------------- | ------------------------- | ------- | ---- | --------------------- |
| 1      | Porter      | Marcelo Elizaga   | 19 d'abril, 1972 (35)     | 1       | 0    | Emelec                |
| 2      | Defensa     | Jorge Guagua      | 28 de setembre, 1981 (25) | 16      | 1    | Colón de Santa Fe     |
| 3      | Defensa     | Iván Hurtado      | 16 d'agost, 1974 (32)     | 137     | 5    | Nacional de Medellín  |
| 4      | Defensa     | Ulises de la Cruz | 8 de febrer, 1974 (33)    | 90      | 5    | Reading               |
| 5      | Migcampista | Patricio Urrutia  | 15 d'octubre, 1977 (29)   |         |      | LDU Quito             |
| 6      | Migcampista | Pedro Quiñónez*   | 4 de març, 1986 (21)      |         |      | Nacional de Quito     |
| 7      | Migcampista | David Quiróz      | 8 de setembre, 1982 (24)  |         |      | Nacional de Quito     |
| 8      | Migcampista | Edison Méndez     | 16 de març, 1979 (28)     | 68      | 10   | PSV Eindhoven         |
| 9      | Davanter    | Félix Borja       | 2 d'abril, 1983 (24)      | 8       | 3    | Olympiacos            |
| 10     | Davanter    | Felipe Caicedo    | 5 de setembre, 1988 (18)  | 2       | 1    | FC Basel              |
| 11     | Davanter    | Cristian Benítez  | 1 de maig, 1986 (21)      | 8       | 3    | Nacional de Quito     |
| 12     | Porter      | Cristian Mora     | 26 d'agost, 1982 (24)     | 12      | 0    | LDU Quito             |
| 13     | Defensa     | Renán Calle       | 8 de setembre, 1976 (30)  |         |      | LDU Quito             |
| 14     | Migcampista | Segundo Castillo  | 15 de maig, 1982 (25)     |         |      | Estrella Roja Belgrad |
| 15     | Defensa     | Óscar Bagüí       | 10 de febrer, 1983 (24)   |         |      | Olmedo                |
| 16     | Migcampista | Antonio Valencia  | 4 d'agost, 1985 (21)      | 19      | 4    | Vila-real             |
| 17     | Defensa     | Giovanny Espinoza | 12 d'abril, 1977 (30)     | 97      | 7    | Vitesse               |
| 18     | Defensa     | Neicer Reasco     | 23 de juliol, 1977 (29)   | 34      | 0    | São Paulo             |
| 19     | Migcampista | Walter Ayoví      | 11 d'agost, 1979 (27)     |         |      | Nacional de Quito     |
| 20     | Migcampista | Edwin Tenorio     | 16 de juny, 1976 (31)     |         |      | LDU Quito             |
| 21     | Davanter    | Carlos Tenorio    | 14 de maig, 1979 (28)     | 31      | 10   | Al-Sadd               |
| 22     | Davanter    | Pablo Palacios    | 5 de febrer, 1982 (25)    |         |      | Deportivo Quito       |

- * Reemplaçat Luis Caicedo el 15 de juny, 2007 per lesió.

## Grup C

### Argentina
Seleccionador:  Alfio Basile
| Dorsal | Posició     | Jugador               | Data de naixement/edat | Partits | Gols | Club                   |
| ------ | ----------- | --------------------- | ---------------------- | ------- | ---- | ---------------------- |
| 1      | Porter      | Roberto Abbondanzieri | 19 d'agost de 1972     | 30      | 0    | Getafe                 |
| 2      | Defensa     | Roberto Ayala         | 14 d'abril de 1973     | 109     | 7    | Valencia CF            |
| 3      | Defensa     | Daniel Díaz           | 13 de març de 1979     | 3       | 0    | Boca Juniors           |
| 4      | Defensa     | Hugo Ibarra           | 1 d'abril de 1974      | 7       | 0    | Boca Juniors           |
| 5      | Migcampista | Fernando Gago         | 10 d'abril de 1986     | 1       | 0    | Reial Madrid           |
| 6      | Defensa     | Gabriel Heinze        | 19 d'abril de 1978     | 34      | 1    | Manchester United      |
| 7      | Davanter    | Rodrigo Palacio       | 5 de febrer de 1982    | 4       | 0    | Boca Juniors           |
| 8      | Defensa     | Javier Zanetti        | 10 d'agost de 1973     | 103     | 5    | Inter Milan            |
| 9      | Davanter    | Hernán Crespo         | 5 de juliol de 1975    | 62      | 32   | Inter Milan            |
| 10     | Migcampista | Juan Román Riquelme   | 24 de juny de 1978     | 38      | 8    | Boca Juniors           |
| 11     | Davanter    | Carlos Tévez          | 5 de febrer de 1984    | 27      | 4    | West Ham United        |
| 12     | Porter      | Juan Pablo Carrizo    | 6 de maig de 1984      | 5       | 0    | River Plate            |
| 13     | Migcampista | Lucho González        | 19 de gener de 1981    | 33      | 5    | FC Porto               |
| 14     | Migcampista | Javier Mascherano     | 8 de juny de 1984      | 22      | 0    | Liverpool              |
| 15     | Defensa     | Gabriel Milito        | 7 de setembre de 1980  | 19      | 0    | Real Zaragoza          |
| 16     | Migcampista | Pablo Aimar           | 3 de novembre de 1979  | 44      | 7    | Real Zaragoza          |
| 17     | Defensa     | Nicolás Burdisso      | 12 d'abril de 1981     | 13      | 0    | Inter Milan            |
| 18     | Davanter    | Lionel Messi          | 24 de juny de 1987     | 14      | 4    | FC Barcelona           |
| 19     | Migcampista | Esteban Cambiasso     | 18 d'agost de 1980     | 28      | 2    | Inter Milan            |
| 20     | Migcampista | Juan Sebastián Verón  | 9 de maig de 1975      | 58      | 9    | Estudiantes La Plata   |
| 21     | Davanter    | Diego Milito          | 12 de juny de 1979     | 10      | 3    | Real Zaragoza          |
| 22     | Porter      | Agustín Orión*        | 26 de juny de 1981     | 1       | 0    | San Lorenzo de Almagro |

- * Reemplaçat Oscar Ustari el 18 de juny, 2007 per lesió.

### Paraguai
Seleccionador:  Gerardo Martino
| Dorsal | Posició     | Jugador                 | Data de naixement/edat   | Partits | Gols | Club                   |
| ------ | ----------- | ----------------------- | ------------------------ | ------- | ---- | ---------------------- |
| 1      | Porter      | Justo Villar            | 30 de juny 1977 (30)     | 44      | 0    | Newell's Old Boys      |
| 2      | Defensa     | Darío Verón             | 26 de juliol, 1979 (27)  | 6       | 0    | UNAM                   |
| 3      | Defensa     | Claudio Morel Rodríguez | 2 de febrer, 1978 (29)   | 8       | 0    | Boca Juniors           |
| 4      | Defensa     | Júlio César Manzur      | 22 de juny 1981 (26)     | 20      | 0    | Guaraní                |
| 5      | Defensa     | Julio César Cáceres (C) | 5 d'octubre, 1979 (27)   | 38      | 2    | Tigres                 |
| 6      | Migcampista | Carlos Bonet            | 2 d'octubre 1977 (29)    | 39      | 1    | Libertad               |
| 7      | Davanter    | Salvador Cabañas        | 5 d'agost 1980 (26)      | 22      | 1    | America                |
| 8      | Migcampista | Edgar Barreto           | 15 de juliol 1984 (22)   | 22      | 0    | NEC                    |
| 9      | Davanter    | Roque Santa Cruz        | 16 d'agost 1981 (25)     | 50      | 14   | Bayern de Múnic        |
| 10     | Migcampista | Julio dos Santos        | 5 de maig 1983 (24)      | 23      | 5    | Bayern de Múnic        |
| 11     | Migcampista | Aureliano Torres        | 16 de juny, 1982 (25)    | 14      | 1    | San Lorenzo de Almagro |
| 12     | Porter      | Joel Zayas              | 17 de setembre 1977 (29) | 0       | 0    | Bolívar                |
| 13     | Migcampista | Domingo Salcedo         | 9 de novembre 1983 (23)  | 6       | 0    | Cerro Porteño          |
| 14     | Defensa     | Paulo da Silva          | 1 de febrer, 1980 (27)   | 41      | 0    | Toluca                 |
| 15     | Migcampista | Edgar González          | 4 d'octubre 1979 (27)    | 11      | 0    | Cerro Porteño          |
| 16     | Migcampista | Cristian Riveros        | 16 d'octubre 1982 (24)   | 19      | 1    | Libertad               |
| 17     | Davanter    | Dante López             | 16 d'agost 1983 (23)     | 11      | 3    | Crotone                |
| 18     | Davanter    | Oscar Cardozo           | 20 de maig, 1983 (24)    | 5       | 1    | SL Benfica             |
| 19     | Migcampista | Jonathan Santana        | 19 d'octubre, 1981 (25)  | 1       | 0    | Wolfsburg              |
| 20     | Defensa     | Enrique Vera            | 10 de març 1979 (28)     | 4       | 0    | LDU Quito              |
| 21     | Davanter    | Nelson Cuevas           | 10 de gener 1980 (27)    | 41      | 6    | America                |
| 22     | Porter      | Aldo Bobadilla          | 20 d'abril 1976 (31)     | 11      | 0    | Boca Juniors           |

### Colòmbia
Seleccionador:  Jorge Luis Pinto
Provisional squad 
| Dorsal | Posició     | Jugador                  | Data de naixement/edat | Partits | Gols | Club                   |
| ------ | ----------- | ------------------------ | ---------------------- | ------- | ---- | ---------------------- |
| 1      | Porter      | Miguel Calero            | 14 d'abril de 1971     |         |      | CF Pachuca             |
| 2      | Defensa     | Iván Córdoba             | 11 d'agost de 1976     |         |      | Inter Milan            |
| 3      | Defensa     | Mario Yepes              | 13 de gener de 1976    |         |      | PSG                    |
| 4      | Defensa     | Gerardo Vallejo          |                        |         |      | Tolima                 |
| 5      | Defensa     | Javier Arizala           |                        |         |      | Deportes Tolima        |
| 6      | Migcampista | Fabián Vargas            | 17 d'abril de 1980     |         |      | Inter Porto Alegre     |
| 7      | Davanter    | Edixon Perea             | 20 d'abril de 1984     |         |      | Bordeaux               |
| 8      | Migcampista | David Ferreira           | 9 d'agost de 1979      |         |      | Atlético Paranaense    |
| 9      | Migcampista | Álvaro Domínguez         |                        |         |      | Deportivo Cali         |
| 10     | Davanter    | Andrés Chitiva           | 13 d'agost de 1979     |         |      | CF Pachuca             |
| 11     | Davanter    | Hugo Rodallega           | 25 de juliol de 1985   |         |      | Monterrey              |
| 12     | Porter      | Robinson Zapata          |                        |         |      | Cúcuta Deportivo       |
| 13     | Migcampista | Vladimir Marín           | 26 de setembre de 1979 |         |      | Club Libertad          |
| 14     | Defensa     | Amaranto Perea           | 30 de gener de 1979    |         |      | Atlético Madrid        |
| 15     | Migcampista | John Viáfara             | 27 d'octubre de 1978   |         |      | Southampton F.C.       |
| 16     | Defensa     | Jair Benítez             |                        |         |      | Deportivo Cali         |
| 17     | Migcampista | Jaime Alberto Castrillón |                        |         |      | Medellín               |
| 18     | Davanter    | Luis Gabriel Rey         | 20 de febrer de 1980   |         |      | CA Monarcas Morelia    |
| 19     | Davanter    | César Valoyes            | 5 de gener de 1984     |         |      | Independiente Medellín |
| 20     | Migcampista | Macnelly Torres          |                        |         |      | Cúcuta Deportivo       |
| 21     | Migcampista | Jorge Banguero           |                        |         |      | América de Cali        |
| 22     | Defensa     | Juan Zuniga              | 28 de febrer de 1985   |         |      | Atlético Nacional      |

### Estats Units
Seleccionador:  Bob Bradley
| Dorsal | Posició     | Jugador            | Data de naixement/edat | Partits | Gols | Club                   |
| ------ | ----------- | ------------------ | ---------------------- | ------- | ---- | ---------------------- |
| 2      | Defensa     | Marvell Wynne      | 8 de maig de 1986      | 0       | 0    | Toronto FC             |
| 3      | Defensa     | Jay DeMerit        | 4 de desembre de 1979  | 3       | 0    | Watford                |
| 4      | Defensa     | Bobby Boswell      | 15 de març de 1983     | 2       | 0    | D.C. United            |
| 5      | Migcampista | Benny Feilhaber    | 19 de gener de 1985    | 8       | 2    | Hamburger SV           |
| 6      | Defensa     | Heath Pearce       | 13 d'agost de 1984     | 6       | 0    | Nordsjælland           |
| 7      | Defensa     | Danny Califf       | 17 de març de 1980     | 14      | 1    | Aalborg BK             |
| 8      | Davanter    | Herculez Gomez     | 6 d'abril de 1982      | 0       | 0    | Colorado Rapids        |
| 9      | Davanter    | Eddie Johnson      | 31 de març de 1984     | 26      | 10   | Kansas City Wizards    |
| 10     | Davanter    | Charlie Davies     | 25 de juny de 1986     | 1       | 0    | Hammarby IF            |
| 11     | Migcampista | Eddie Gaven        | 25 d'octubre de 1986   | 3       | 0    | Columbus Crew          |
| 12     | Defensa     | Jimmy Conrad       | 12 de febrer de 1977   | 20      | 1    | Kansas City Wizards    |
| 13     | Defensa     | Jonathan Bornstein | 7 de novembre de 1984  | 7       | 1    | Chivas USA             |
| 14     | Migcampista | Ben Olsen          | 3 de maig de 1977      | 34      | 6    | D.C. United            |
| 15     | Defensa     | Drew Moor          | 15 de gener de 1984    | 0       | 0    | FC Dallas              |
| 16     | Migcampista | Sacha Kljestan     | 9 de setembre de 1985  | 1       | 0    | Chivas USA             |
| 17     | Migcampista | Kyle Beckerman     | 23 d'abril de 1982     | 1       | 0    | Colorado Rapids        |
| 18     | Porter      | Kasey Keller       | 29 de novembre de 1969 | 100     | 0    | Unattached             |
| 19     | Migcampista | Ricardo Clark      | 10 de maig de 1983     | 6       | 0    | Houston Dynamo         |
| 20     | Davanter    | Taylor Twellman    | 29 de febrer de 1980   | 24      | 6    | New England Revolution |
| 21     | Migcampista | Justin Mapp        | 18 d'octubre de 1984   | 5       | 0    | Chicago Fire           |
| 23     | Porter      | Brad Guzan         | 9 de setembre de 1984  | 1       | 0    | Chivas USA             |
| 25     | Migcampista | Lee Nguyen         | 7 d'octubre de 1986    | 1       | 0    | PSV Eindhoven          |